# Wziewne środki odurzające

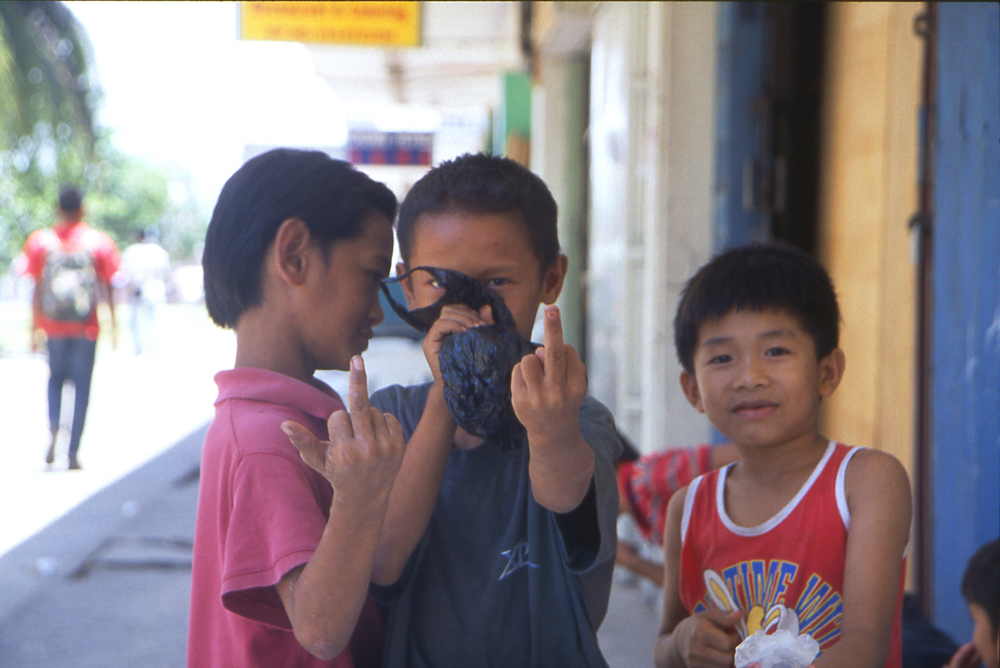
Bezdomne dzieci z Borneo odurzające się klejem

Wziewne środki odurzające – rozpuszczalniki organiczne zawarte w rozmaitych produktach, które działają odurzająco przy wdychaniu ich oparów – najczęściej w sposób oszałamiający i halucynogenny.
W praktyce najczęściej stosowane są: klej butapren oraz różnego rodzaju farby, lakiery i rozpuszczalniki, a także gaz do napełniania zapalniczek (butan).

## Wpływ na organizm
Różnica między dawką powodującą efekt narkotyczny a dawką śmiertelną może być niewielka, dlatego inhalowanie może łatwo doprowadzić do utraty przytomności, śpiączki a nawet śmierci – nawet przy pierwszej próbie. Zwłaszcza środki takie jak toluen i aceton często powodują niemiarowość akcji serca i zgon. Wiele przypadków śmiertelnych wiąże się z patologicznymi zachowaniami osób odurzonych (skoki przez okno itp.).
Mechanizm działania jest następujący: inhalowana substancja wraz z powietrzem wdechowym dostaje się do płuc. Poprzez pęcherzyki płucne dostaje się do krwi, następnie z biegiem krwi do mózgu i wątroby. Zawarty we wdychanych środkach rozpuszczalnik jest szybko absorbowany przez centralny układ nerwowy powodując oczekiwany efekt narkotyczny i wiele efektów ubocznych.
Szkodliwy wpływ inhalowania na organizm zależy od zażywanego środka:
- Trichloroeten (tri) działa na nerw wzrokowy, pogarsza funkcje pamięci, prowadzi do apatii
- benzen szkodliwie działa na szpik kostny, uszkadza krwinki białe i czerwone, wywołuje agranulocytozę i niedokrwistość, utrudnia dotlenienie kory mózgowej, hamuje procesy myślenia, prowadzi do depresji, apatii i otępienia emocjonalnego
- eter początkowo powoduje stany euforii, odurzenia, następnie obniża sprawność funkcji psychicznych
- nitrobenzen wywołuje bóle głowy, odurzenie, stany lęku, utratę przytomności, śpiączkę, drgawki, śmierć.

Prawie wszystkie środki działają szkodliwie na drogi oddechowe i na śluzówkę, a także zwłaszcza jeśli łączone z alkoholem uszkadzają wątrobę i nerki. Objawy długotrwałego inhalowania można podzielić na objawy fizyczne i psychiczne. Objawy fizyczne to łaknienie, utrata wagi, krwawienie z nosa, zaczerwienienie oczu, owrzodzenie nosa i ust. Wiele z objawów psychicznych przypomina niektóre choroby psychiczne. Objawy te to poczucie zmęczenia, niezdolność do jasnego myślenia, dyzartria, bezsenność, depresyjny nastrój, drażliwość, agresja i autoagresja.
Zaobserwowano, że u osób regularnie odurzających się w ten sposób przez dłuższy czas, występuje tolerancja (potrzeba zwiększania dawki) oraz objawy uzależnienia fizycznego – w przypadku odstawienia pojawiają się dreszcze, halucynacje, bóle głowy, bóle brzucha, skurcze mięśni, delirium tremens.
Niewiele wiadomo na temat skutków wziewania na przebieg ciąży i rozwój płodu, niektóre badania na zwierzętach wskazują jednak, że z inhalowaniem związane jest ryzyko uszkodzenia płodu i niebezpieczeństwo defektów płodowych. Badania prowadzone w Ośrodku Badań nad Uzależnieniami (ARF) w Kanadzie wykazały również, że wdychanie środków chemicznych powoduje uszkodzenie chromosomów.

## Rys historyczny
Inhalowanie substancji o działaniu narkotycznym istniało już w XVIII wieku. Wtedy to w Europie, Wielkiej Brytanii i Ameryce Północnej popularne stało się odurzanie się podtlenkiem azotu.
W okresie bohemy artystycznej, zażywano narkotyki – między innymi wziewne np. eter. Prawdziwą popularność nadużywanie wziewnych substancji odurzających zdobyło w latach 60. XX wieku, kiedy to hipisi odkryli ten sposób narkotyzowania się. Z tamtych czasów pochodzą opowieści o rozpuszczalniku TRI i prażonym na patelni proszku IXI – czyli specyfikach dziś rzadko stosowanych. Później przyszły lata siedemdziesiąte i osiemdziesiąte i narkotyzowanie się za pomocą substancji wziewnych stało się wręcz symbolem punk rocka. Jak podają niektóre publikacje pierwszy angielski punkowy zin miał właśnie tytuł "Sniffin’ Glue" (Wdychanie kleju).

## Sytuacja obecna
Obecnie rozpuszczalniki i kleje są jedynymi legalnie, powszechnie i tanio dostępnymi w Polsce środkami odurzającymi. Jednak wobec silnej konkurencji ze strony substancji psychoaktywnych, takich jak amfetamina czy marihuana, wdychanie traci na popularności.
Jak wykazują dotychczasowe badania w kraju i za granicą (dane z lat osiemdziesiątych i dziewięćdziesiątych XX wieku), najczęściej środków lotnych używa młodzież w wieku 8-16 lat, ze średnią wieku 12 lat, choć zdarzają się wśród wąchaczy starsi – do 20 lat i powyżej.